# Список объектов всемирного наследия ЮНЕСКО в Колумбии
В спи́ске объе́ктов Всеми́рного насле́дия ЮНЕ́СКО в Колумбии значатся 8 наименований (на 2014 год), это составляет 0,6 % от общего числа (1248 на 2025 год). 6 объектов включены в список по культурным критериям, 2 объекта — по природным.
Кроме этого, по состоянию на 2014 год, 18 объектов на территории государства находятся в числе кандидатов на включение в список всемирного наследия. Первый объект на территории Колумбии был занесён в список в 1984 году на 5-й сессии Комитета всемирного наследия ЮНЕСКО.

## Список
Объекты расположены в порядке их добавления в список всемирного наследия. Если объекты добавлены одновременно, то есть на одной сессии Комитета всемирного наследия ЮНЕСКО, то объекты располагаются по номерам.
| # | Изображение | Название                                                                                   | Местоположение               | Время создания | Год внесения в список | №    | Критерии        |
| - | ----------- | ------------------------------------------------------------------------------------------ | ---------------------------- | -------------- | --------------------- | ---- | --------------- |
| 1 |             | Порт, крепости и монументы Картахены Puerto, fortalezas y conjunto monumental de Cartagena | Департамент Боливар          | XVI век        | 1984                  | 285  | iv, vi          |
| 2 |             | Национальный парк Лос-Катиос Parque Nacional de Los Katíos                                 | Департамент Антьокия         | 1973           | 1994                  | 711  | ix, x           |
| 3 |             | Археологический парк Сан-Агустин Parque Arqueológico de San Agustín                        | Департамент Уила             | 1914           | 1995                  | 744  | iii             |
| 4 |             | Археологический парк Тьеррадентро Tierradentro                                             | Департамент Каука            | I тысячелетие  | 1995                  | 743  | iii             |
| 5 |             | Санта-Крус-де-Момпос Santa Cruz de Mompox                                                  | Департамент Боливар          | 1540           | 1995                  | 742  | iv, v           |
| 6 |             | Остров Мальпело Isla de Malpelo                                                            | Департамент Валье-дель-Каука | —              | 2006                  | 1216 | vii, ix         |
| 7 |             | Кофейный культурный ландшафт Колумбии Paisaje cultural de los cafetales                    | Департамент Антьокия         | —              | 2011                  | 1121 | v, vi           |
| 8 |             | Кхапак-Ньян — дорожная система в Андах исп. Sistema Vial Andino / Qhapaq Ñan               | Департамент Нариньо          |                | 2014                  | 1459 | ii, iii, iv, vi |

## Предварительный список
В таблице объекты расположены в порядке их добавления в предварительный список.
| #  | Изображение | Название | Местоположение                                | Время создания | Год внесения в предварительный список | №    | Критерии          |
| -- | ----------- | --- | --------------------------------------------- | -------------- | ------------------------------------- | ---- | ----------------- |
| 1  |             | Буритака 200 — Сьюдад-Пердида — Сьерра-Невада-де-Санта-Марта Buritaca 200 — Ciudad Perdida — Sierra Nevada de Santa Marta                                                         | Департамент Сьерра-Невада-де-Санта-Марта      | 800            | 1993                                  | 147  | ?                 |
| 2  |             | Гидравлическая система доиспанского периода на Рио-Сан-Хорке Sistema Hidráulico Prehispánico del Río San Jorge                                                                    | Департамент Кордоба                           | —              | 1993                                  | 149  | ii, iii           |
| 3  |             | Национальный природный парк Чирибикете Parque nacional natural Sierra de Chiribiquete                                                                                             | Департаменты Какета и Гуавьяре                | 1989           | 1993                                  | 152  | vii, viii, ix, x  |
| 4  |             | Морская природоохранная зона Сифлауер Seaflower Marine Protected Area (MPA) | Департамент Сан-Андрес-и-Провиденсия          | —              | 2007                                  | 5166 | ix, x             |
| 5  |             | Канал Дике Canal del Dique | —                                             | —              | 2012                                  | 5756 | i, iv             |
| 6  |             | Культурный пейзаж нижнего бассейна реки Чикамоча Paisaje Cultural de la Cuenca Baja del Río Chicamocha                                                                            | —                                             | —              | 2012                                  | 5757 | ii, iv, vii, viii |
| 7  |             | Национальный природный парк Чирибикете Parque Nacional Natural Chiribiquete | Департамент Амасонас                          | —              | 2012                                  | 5758 | iii, vii, viii, x |
| 8  |             | Университетский городок Боготы Ciudad Universitaria de Bogotá | Город Богота                                  | —              | 2012                                  | 5759 | i, iv             |
| 9  |             | Культурный ландшафт городов соледобычи | города Сипакира, Тауса и Немокон              | —              | 2012                                  | 5761 | i, iii, v         |
| 10 |             | Гидравлическая система доиспанского периода на Рио-Сан-Хорке Sistema Hidráulico Prehispánico del Río San Jorge                                                                    | Департамент Кордоба                           | —              | 1993                                  | 5764 | iii, iv, v        |
| 11 |             | Национальные парки Тайрона и Сьерра-Невада-де-Санта-Марта и места археологических раскопок Parques Nacionales Sierra Nevada de Santa Marta y Tayrona con sus Sitios Arqueológicos | —                                             | —              | 2012                                  | 5765 | iii, iv, v,viii   |
| 12 |             | Пустыня Татакоа Desierto de la Tatacoa | Департамент Уила                              | —              | 2012                                  | 5766 | iv, vii, viii     |
| 13 |             | Храмы католической веры Templos de la Doctrina Católica | Департамент Каука, муниципалитеты Паэс и Инса | —              | 2012                                  | 5767 | ii, iv            |
| 14 |             | Библиотека Виргилио-Барко Biblioteca Virgilio Barco | город Богота                                  | —              | 2012                                  | 5768 | i                 |
| 15 |             | Инфраструктура United Fruit Company Infraestructura de la United Fruit Company | —                                             | —              | 2012                                  | 5770 | iv, vi            |
| 16 |             | Юг провинции Рикаурте Sur de la Provincia de Ricaurte | Департамент Бояка                             | —              | 2012                                  | 5771 | ii, iii, viii, x  |
| 17 |             | Пуэнте-де-Оксиденте (Западный мост) Puente de Occidente | Город Санта-Фе-де-Антьокия                    | —              | 2012                                  | 5772 | i, iv             |
| 18 |             | Культурный ландшафт с традиционными свайными жилищами в Сьенага-Гранде-де-Санта-Марта и в Медио-Атрато                                                                            | —                                             | —              | 2013                                  | 5842 | iv, v             |